# Pio Lava Boccardo
Pio Lava Boccardo (Alessandria, Reino de Italia, 31 de mayo de 1902; Caracas, Venezuela, 16 de agosto de 1971) fue un zootecnista italo-venezolano. Fue director de los parques zoológicos de Maracaibo y Las Delicias (Maracay) y director fundador del Parque Zoológico El Pinar, primer parque zoológico de Caracas, en 1945.

## Biografía
Nació en la ciudad de Alessandria della Paglia, en la región de Piamonte, durante el período del Reino de Italia. Sus padres fueron Pietro Lava y Maria Boccardo.
Siendo apenas un adolescente zarpó desde Génova rumbo a América. Formó parte de diáspora italiana que se abandonó el país después de la Primera Guerra Mundial, promovida principalmente por la crisis económica del periodo de entreguerras, el surgimiento de la Italia fascista con Benito Mussolini como principal líder, y la promesa de grandes oportunidades de crecimiento personal en el Nuevo Mundo. Al llegar a Venezuela en 1921, se estableció en Maracaibo en una época de gran auge económico de la industria petrolera.
Contrajo nupcias en Maracaibo el 14 de octubre de 1931 con la hispano-panameña Dolores Sánchez Martín, proveniente de una distinguida familia de inmigrantes españoles formada por Luis Sánchez Caicedo y Elvira Martín Rodríguez. De esa unión nacieron sus hijas María Elvira (nacida en Maracaibo en 1932), Luisa Antonia (nacida en Maracaibo en 1935), Antonio Pedro (nacido en Maracay en 1937) y Pedro Alejandro (nacido en Maracay en 1940).
Entre 1935 y 1945 ocupó la dirección de los parques zoológicos de Maracaibo y Las Delicias (Maracay). Este último fue construido originalmente para albergar la colección personal de Juan Vicente Gómez en una sección de la Hacienda Sabana de Paja (denominada posteriormente Las Delicias) en 1915, y abrió sus puertas al público poco antes de su muerte.
Su esposa Dolores Sánchez Martín falleció súbitamente por causas no determinadas, el 11 de mayo de 1943 en Maracay.
El 13 de agosto de 1945 participó en la inauguración del Parque Zoológico El Pinar de Caracas, en calidad de director de un nuevo recinto destinado principalmente a la exhibición de especímenes de la fauna autóctona del país. Los terrenos en los que se instaló este nuevo jardín zoológico fueron parte de la Hacienda La Vaquera, que fuera propiedad de Juan Vicente Gómez y de cuyos terrenos tomó posesión el Estado en 1935.
El 13 de junio de 1950, la Junta Militar de Gobierno de los Estados Unidos de Venezuela emite el decreto mediante el cual le expide la carta de naturalización y le otorga la ciudadanía venezolana. Ese acto determina su renuncia a la ciudadanía italiana. El decreto fue publicado en la Gaceta Oficial, el 14 de julio de 1950.
Falleció el 16 de agosto de 1971 en el Hospital Militar de Caracas a consecuencias de un accidente cerebrovascular, a la edad de 69 años. Fue inhumado en el Cementerio Metropolitano Monumental del Este, en La Guairita (El Hatillo).

## La cacería en altamar
La mañana del 24 de agosto de 1939, la estación de la Guardia Costera de Estados Unidos ubicada en Cape May, Nueva Jersey, interceptó un alarmante mensaje de SOS: “Cualquier barco en las cercanías con armas a bordo... león suelto...” La señal de alerta provino del buque mercante S.S. Amazone de la Royal Dutch Steamship Line (Koninklijke Nederlandsche Stoomboot Mij NV), que navegaba a 90 millas de la costa con nueve pasajeros, media tonelada de pólvora y unos 14 animales salvajes que eran traslados desde varios zoológicos de Nueva York a un zoológico en Venezuela. El vespertino The Pittsburgh Press reseñó en su edición del 25 de agosto de 1939 que entre los pasajeros se encontraba el director del zoológico venezolano, Pio Lava Boccardo.
El comandante del guardacostas buscó prudentemente el consejo del experto cazador Frank Buck quien estaba en la Feria Mundial de Nueva York y le aconsejó: “Tendrán que dispararle. No se puede atrapar a un león suelto en un barco”.
Después de recibir más consejos del domador de leones Clyde Beatty, el comandante envió a un experto francotirador y seis guardias armados con metralletas y rifles del calibre 30 en un bote de guardia hacia el Amazone para llevar a cabo una cacería en altamar. 
Durante ocho horas, el león adulto, que se escapó de su jaula durante la noche anterior, había estado deambulando libremente por las cubiertas del barco. Amontonando muebles, la tripulación de 30 hombres finalmente logró confinarlo en la cubierta delantera.
Para cuando llegaron los cazadores, el león, aburrido y cansado, se había acurrucado detrás de un diván y dormitaba pacíficamente. Sin embargo, no era el momento de las sutilezas de la etiqueta de caza. Cuando el francotirador se preparada para disparar, el capitán del Amazone le recordó nerviosamente que un disparo desafortunado en el polvorín podría enviarlos a todos al otro mundo. Tragándose su orgullo profesional, el francotirador se acercó un poco más y luego disparó.
Pocos minutos después, los pasajeros y la tripulación despidieron solemnemente a la bestia en el mar y navegaron hacia a Venezuela con el resto de la carga intacta. 
El capitán del S.S. Amazone envió por radio un mensaje agradecido: "Muchas gracias por su ayuda". 